# Gustav von Barnekow (Generalmajor)
Gustav Friedrich Wilhelm Freiherr von Barnekow (* 10. Februar 1779 in Bergen auf Rügen; † 7. März 1838 in Berlin) war ein preußischer Generalmajor und Kommandeur der 10. Kavallerie-Brigade.

## Leben

### Herkunft
Seine Eltern waren Christoph Gottlieb Bogislav von Barnekow (1740–1829) und dessen Ehefrau Ulrike Anna, geborene von Usedom († 1786) aus dem Hause Udars auf Rügen. Sein Vater war Herr auf Teschwitz und großherzoglich mecklenburgischer Oberforstmeister. Seine Brüder waren ebenfalls preußische Militärs. Der älteste Bruder, Karl Ludwig († 1829), stand im Husaren-Regiment Nr. 7, der zweite Bruder, Ernst Friedrich († 1792) starb als Sekondeleutnant im Husarenregiment „von Wolffradt“, Helmut Alexander († 1812), war Sekondeleutnant im Neumärkischen Dragoner-Regiment Nr. 3. Der jüngste Sohn Adolf Friedrich († 1817) starb als Major in Potsdam. Er war Träger des Eisernen Kreuzes II. Klasse und des Russischen Sankt-Stanislaus-Ordens II. Klasse und wurde in der Schlacht bei Großgörschen schwer verletzt.

### Laufbahn
Barnekow wurde am 18. Juni 1794 Sekondeleutnant im Kürassierregiment „Zeschwitz“ der Sächsischen Armee und erhielt am 6. Februar 1799 seine Demission. Er ging am 10. Februar 1799 in preußische Dienste und kam als Fähnrich mit Patent vom 7. Dezember 1798 in das Dragonerregiment „von Strantz“. Dort avancierte er am 10. Juni 1800 zum Sekondeleutnant. Im Vierten Koalitionskrieg kämpfte Barnekow in der Schlacht bei Auerstedt, bei der Verteidigung von Danzig sowie den Gefechten bei Nordhausen und Lübeck. Dafür erhielt er am 4. Januar 1807 den Orden Pour le Mérite. Am 18. September 1807 wurde er Stabskapitän, erhielt aber am 14. März 1808 seine Demission und Ende Mai noch den Charakter als Major.
Im Jahr 1809 ging Barnekow als Rittmeister in das Kürassier-Regiment „Prinz Hohenzollern“. Während des Fünften Koalitionskrieges kämpfte er in den Schlachten bei Wagram und Znaim. Nach der Niederlage Österreichs nahm er 1810 seinen Abschied. Im Jahr 1812 trat Barnekow in russische Dienste. Während Napoleons Russlandfeldzug wurde er 1812 im Gefecht bei Rudine verwundet und erhielt den Orden der Heiligen Anna II. Klasse. Ferner kämpfte Barnekow bei Ramanovo, Mir und Nisnice. Während der Befreiungskriege kämpfte er in den Schlachten bei Großgörschen, Bautzen, Laon sowie den Gefechten bei Weißenfels, Sonnenwalde, Kassel, Hanau, Gelnhausen, Craonne, Sens, Fontainebleau als auch bei der Einnahmen von Mons und den Gefechten bei Reims und der Verteidigung von Lüttich. Für Bautzen erhielt Barnekow einen russischen Goldenen Ehrensäbel, für Mons den schwedischen Schwertorden und für Lüttich den Orden des Heiligen Georg. Im Jahr 1814 wurde er zudem zum Oberst befördert.
Nach dem Frieden von Paris wechselte Barnekow zum 5. Oktober 1815 zurück in preußische Dienste und wurde zunächst als Oberstleutnant dem Brandenburgischen Ulanen-Regiment Nr. 3 aggregiert. Am 18. Januar 1820 wurde er in den Johanniterorden aufgenommen. Am 1. Dezember 1823 beauftragte man Barnekow mit der Führung des 6. Husaren-Regiments. Nach der Beförderung zum Oberst folgte am 14. September 1824 seine Ernennung zum Regimentskommandeur. Unter Ernennung zum Kommandeur der 10. Kavallerie-Brigade wurde Barnekow am 1. Dezember 1834 dem Regiment aggregiert und am 30. März 1835 zum Generalmajor befördert. Für seine Leistungen erhielt er am 9. September 1835 den Roten Adlerorden III. Klasse mit Schleife und am 30. September 1835 den Russischen Sankt-Stanislaus-Orden I. Klasse. Dazu bekam er am 23. Oktober 1835 eine Prämie von 200 Talern. Am 12. August 1837 wurde Barnekow mit Pension zur Disposition gestellt. Er starb am 7. März 1838 in Berlin.

### Familie
Barnekow heiratete am 6. April 1815 in Berlin Henriette von Cornberg (1798–1861), die nach ihrem Tod auf dem Garnisonfriedhof begraben wurde. Sie war eine Tochter des Majors Friedrich Ernst Ludwig von Cornberg. Das Paar hatte mehrere Kinder:
- Gustav (1816–1882), preußischer Generalleutnant ⚭ Marianne von Rommel (1829–1912)
- Marie (* 1817) ⚭ Adolf von Lilien (* 1820), anhalt-köthenscher Kammerherr[1]
- Helene (* 1822) – Wenzel Klagna, Edler von Grani, k. k. Hauptmann (Adelstand 1863)[2]
- Wilhelm (1824–1837), König Friedrich Wilhelm III. war bei seiner Taufe am 10. Juli 1824 sein Pate.